# 크라게뢰

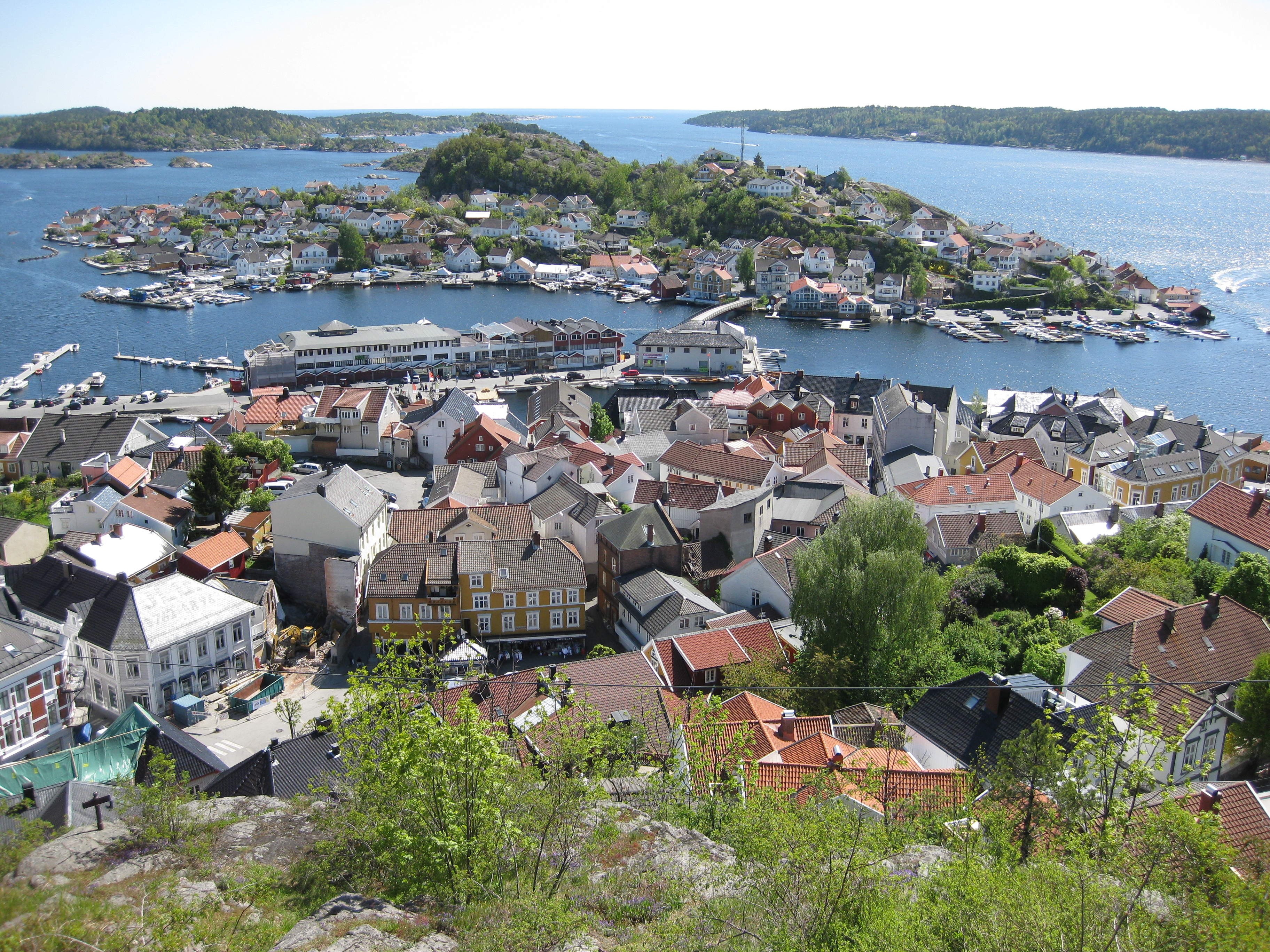
크라게뢰

크라게뢰의 위치

크라게뢰(노르웨이어: Kragerø)는 노르웨이 텔레마르크주의 도시로 면적은 307.4 km2, 인구는 10,505명(2007년 기준), 인구 밀도는 37명/km2이다.

시 문장

## 자매 도시
- 스웨덴 비스뷔
- 덴마크 슬라겔세 시
- 핀란드 마리에함
- 핀란드 발케아코스키